# Капуто, Джон
Джон Дэвид Капу́то (англ. John D. Caputo; род. 26 октября 1940, Филадельфия, Пенсильвания, США) — американский философ, заслуженный профессор религии в Сиракузском университете, почетный профессор философии в университете Вилланова. Специалист в области постмодернистского христианства и континентальной философии религии, основоположник теологического движения, известного как «слабая теология» («теология слабого Бога»). Область интересов — герменевтика, феноменология, деконструкция и теология.

## Биография
Капуто получил степень бакалавра в 1962 году в университете Ла Саль, степень магистра в 1964 году в университете Вилланова и докторскую степень по философии в 1968 году в колледже Брин-Мар.
Преподавал философию в университете Вилланова с 1968 по 2004 год. В 1993 году он был назначен на должность именного профессора философии Дэвида Р. Кука в университете Вилланова. Капуто был профессором религии Томаса Дж. Ватсона в Сиракузском университете, где он преподавал на обоих факультетах философии и религии с 2004 года до выхода на пенсию в 2011 году. Он является почетным профессором Университета Вилланова и Сиракузского университета, а также продолжает писать и читать лекции как в Соединенных Штатах, так и в Европе. Он активен в Американской философской ассоциации, Американской академии религии, Обществе феноменологии и экзистенциальной философии и возглавляет редакционный совет Journal for Cultural and Religious Theory.

## Философия
Специалист по современной континентальной философии, в частности феноменологии, герменевтике и деконструкции. Под влиянием французского философа Жака Деррида разработал деконструктивную герменевтику, которую называет радикальной герменевтикой. Кроме того, разработал особый подход к религии, который называет «слабой теологией». Пытается опровергнуть обвинения в релятивизме, выдвинутые против деконструкции, показав, что деконструкция организована вокруг утверждения определённых безусловных этических и политических требований.
Проявляет особый интерес к континентальным подходам к философии религии. Некоторые из идей, которые Капуто исследует в своей работе, включают «религию без религии» Жака Деррида; «теологический поворот», сделанный в недавней французской феноменологии Жан-Люком Марионом и другими; критика онто-теологии; диалог современной философии с Августином и апостолом Павлом; средневековая метафизика и мистицизм. В прошлом Капуто читал курсы по Сёрену Кьеркегору, Фридриху Ницше, Эдмунду Гуссерлю, Мартину Хайдеггеру, Эммануэлю Левинасу, Жилю Делёзу и Жаку Деррида.

## Работы
- (1978) The Mystical Element in Heidegger’s Thought (Ohio University Press)
- (1982) Heidegger and Aquinas (Fordham University Press)
- (1986) The Mystical Element in Heidegger’s Thought (издание Fordham University Press с новым «Введением»)
- (1987) Radical Hermeneutics: Repetition, Deconstruction and the Hermeneutic Project (Indiana University Press)
- (1993) Against Ethics — Contributions to a Poetics of Obligation with Constant Reference to Deconstruction (Indiana University Press)
- (1993) Demythologizing Heidegger (Indiana University Press)
- (1997) The Prayers and Tears of Jacques Derrida (Indiana University Press)
- (1997) Deconstruction in a Nutshell: A Conversation with Jacques Derrida, составитель/автор (Fordham University Press)
- (2000) More Radical Hermeneutics: On Not Knowing Who We Are (Indiana University Press)
- (2001) On Religion (Routledge Press)
- (2006) Philosophy and Theology (Abingdon Press)
- (2006) The Weakness of God (Indiana University Press)
- (2007) After the Death of God, в соавторстве с Дж. Ваттимо (Columbia University Press)
- (2007) How to Read Kierkegaard (Granta; Norton, 2008)
- (2007) What Would Jesus Deconstruct?: The Good News of Postmodernism for the Church (Baker Academic)
- (2013) The Insistence of God: A Theology of Perhaps (Indiana University Press)
- (2014) Truth [Philosophy in Transit] (Penguin)
- (2015) Hoping Against Hope: Confessions of a Postmodern Pilgrim (Fortress Press)
- (2015) The Folly of God: A Theology of the Unconditional (Polebridge Press)
- (2018) Hermeneutics: Facts and Interpretation in the Age of Information (Pelican)
- (2019) Cross and Cosmos: A Theology of Difficult Glory (Indiana University Press)

### На русском
- Слабый Бог. Теология события. Глава 1. Бог без суверенитета. Differance, событие и царство без царства.
- Как секулярный мир стал постсекулярным // Логос. 2011. № 3 (82). С. 186—205.
- Религия «Звездных войн» // Логос. 2014. № 5 (101). С. 131—140.